# 승자와 패자
《승자와 패자》(영어: Winners & Losers)는 2011년 3월 22일부터 현재까지 세븐 네트워크에서 방영중인 드라마이다.